# Gero von Alsleben
Gero von Alsleben (†  11. August 979 in Magdeburg) war ein ostsächsischer Graf, der nach einem verlorenen gerichtlichen Zweikampf auf Veranlassung Kaiser Ottos II. hingerichtet wurde. 
Gero war vermutlich ein Neffe des Markgrafen Gero und verheiratet mit Adela. Mit dieser hatte er eine Tochter Adele/Ethela, die spätere Frau des Grafen Siegfried II. von Stade. Gero stiftete 979 in Alsleben einen Kanonissenkonvent zu Ehren Johannes des Täufers.
Wahrscheinlich aufgrund von Streitigkeiten über Rechte und Besitzungen in den Gauen Nordthüringen und Morizani bewegte der Magdeburger Erzbischof Adalbert einen ansonsten unbekannten Waldo, Gero der Untreue gegenüber dem Kaiser anzuklagen. Adalbert und Dietrich von Haldensleben ließen Gero in Sömmeringen festnehmen. Auf einem Hoftag in Magdeburg sollte ein gerichtlicher Zweikampf zwischen Gero und Waldo entscheiden. Gero unterlag, doch der zuvor verletzte Waldo verstarb noch auf dem Kampfplatz. Auf Drängen Adalberts und Dietrichs wurde Gero dennoch zum Tod durch Enthaupten verurteilt, die Strafe eines Verräters. Das Urteil wurde am 11. August 979 vollstreckt. Geros Tochter Athela erhielt den abgetrennten Kopf ihres Vaters von Adalbert erst gegen Überschreibung verschiedener Güter ausgehändigt.
Die Strafe galt den Zeitgenossen als zutiefst ungerecht und erregte entsprechend großes Aufsehen. Mit dem Sohn Liudolfs, Otto, protestierte der prominenteste Nachfahre der ehemaligen Parteigänger des Markgrafen Gero beim Kaiser gegen die entehrende Sanktion. In den mittelalterlichen Chroniken fand die Strafe einen bemerkenswerten Nachhall. Nicht weniger als sieben Chroniken berichten über das Ereignis.